# Anna Ferrer i Barba
Anna Ferrer i Barba (Verges, Baix Empordà, 1960?) és una pianista catalana.
Anna Ferrer pertany a una vella i fecunda nissaga de músics vergelitans. Va rebre les primeres lliçons de solfeig del seu pare, Manel Ferrer (Manelic), músic de cobla. Amb el seu oncle Joaquim Ferrer (Quim Gil), músic i compositor, va començar a tocar el piano. El seu avi Josep Ferrer, fundador de les cobles Vergelitana i l'Emporitana, també va contribuir en la seva formació.
Va cursar els estudis musicals al Conservatori de Música Isaac Albéniz de Girona, al Conservatori del Liceu i al Conservatori Municipal de Música de Barcelona, acabant els graus superiors de piano i música de cambra amb les màximes qualificacions i premis. També va rebre lliçons d'Enmanuel Ferrer, Roberto Bravo, Edith Ficher, Paul Badura-Skoda, Luiz de Moura Castro i Aquiles delle Vigne. Des del 1980 és professora de piano al Conservatori de Música Isaac Albéniz, departament que va dirigir entre 1986 i 1998.
Ha sigut directora del Festival Internacional de Música L'Escala-Empúries, de s'Agaró i dels cicles Primavera Lírica i Cambra de Música, a Girona. Compta amb una llarga llista de recitals amb reconeguts intèrprets com Igor Frolov, Gernot Winischhofer, András Adorján, Maxence Larrieu, Ksenia Dubrovskaya, Anna Sokolova, Massimo Mercelli, Claudi Arimany, Giuseppe Nova, Thierry Huillet, Eugen Mantu, François- Michel Rignol, Annie Ploquin, i diversos cantants com Dalmau González, Mirela Zafiri, Giovanna Manci, Rosa Mateu, etc. i també com a solista amb orquestres d'arreu d'Europa i de l'Àsia com l'Orquestra de Cambra de Bucarest, Orquestra de Cambra Antonio Vivaldi de París, Orquestra Simfònica Artur Rubinstein, Orquestra Camerata de Moscou, Orquestra Simfònica de Torun, Orquestra Filharmònica Estatal Turca de Bursa, Camerata Mediterránea, Orquesta Clásica Europea, etc. Ha actuat arreu d'Europa i a Àsia, participant en els més prestigiosos Festivals.
Diverses emissores de televisió com TV3, TV2, Canal Sur, TDC, TV Mediterráneo, TV Galícia, o radiofòniques com Catalunya Ràdio, Radio Nacional, o la Fonoteca Històrica de Catalunya han enregistrat els seus concerts. Ha editat per les discogràfiques Lambdoma, Goodlife Records i Preise Records.